# NFL Street 2
NFL Street 2 est un jeu vidéo de football américain développé par EA Sports BIG et édité par Electronic Arts. Il a été initialement publié sur PlayStation 2, GameCube et Xbox le 22 décembre 2004. Il présente alors l'ailier rapproché des Giants de New York Jeremy Shockey et le rappeur Xzibit sur la couverture. Le jeu est compatible avec Madden NFL 06, car les joueurs peuvent y importer leurs joueurs Own The City. La compatibilité du jeu s'étend également à d'autres jeux EA comme Need for Speed: Underground 2, SSX 3, Madden NFL 2005, NCAA Football 2005, NFL Street, GoldenEye : Au service du mal, NBA Live 2005 et NBA Street Vol. 2, où si les joueurs ont ces jeux sur leurs cartes mémoire, ils peuvent gagner 25 000 points dans le jeu.
Il a ensuite été porté sur PlayStation Portable en 2005 sous le nom de NFL Street 2 Unleashed .

## Gameplay
L’une des nouvelles fonctionnalités de NFL Street 2 est l’ajout du Gamebreaker 2.0. Le joueur doit d’abord acquérir 100 000 points de style pour débloquer un gamebreaker, puis sans utiliser son gamebreaker, acquérir à nouveau le même nombre de points de style. Lorsqu’il est appelé sur la ligne de mêlée, une cinématique se produit dans laquelle, en défense, la défense récupère le ballon avec style tandis qu’en attaque, l’attaque franchit avec style la ligne de mêlée. Après la cinématique, le joueur entre dans un « mode dieu » dans lequel il a un turbo illimité et cassera tous ses tacles.
Le jeu propose également des mouvements de course. Certains des mouvements de course sont le « juke », « the spin », le « the wall moves », le « the wall juke », « the stiff » et la « the hurdle ». Ces mouvements donnent des points de style au joueur.
Le mode Own The City est le mode le plus récent de NFL Street 2, le joueur doit créer un personnage et gagner tous les jeux de rue à Bay City. Le joueur doit jouer à des jeux de « pickup » pour recruter des talents pour une équipe. Les jeux de « pickup » sont composés de joueurs générés aléatoirement. Au fur et à mesure que le jeu progresse, le joueur devra trouver de meilleurs talents. Si le joueur réussit, il affrontera Xzibit et son équipe de stars de la NFL ; après avoir battu son équipe, le joueur est invité à un tournoi mettant en vedette des joueurs de la NFL. Lorsque le joueur termine le mode Own The City, le joueur créé peut être importé dans Madden NFL 06, un autre titre de football à succès, ou peut être importé dans le mode NFL Challenge. Le joueur créé peut également être joué comme dans n’importe quel événement de rue dans lequel les joueurs sont sélectionnés individuellement plutôt qu’en équipe (Crush the Carrier, Jump Ball Battle, Open Field Showdown).
NFL Challenge est le mode officiel de la série NFL Street. Le joueur doit constituer une équipe en 150 jours pour affronter les Stars de la NFL en relevant des défis, comme marquer 250 000 points de style sur les Cowboys de Dallas. Gagner les défis donne au joueur des points de développement à dépenser sur les joueurs, mais aussi au détriment des jours. Lorsqu’il reste 5 jours, un tournoi s’ouvre et l’équipe du joueur doit remporter le tournoi pour terminer le défi NFL (une alternative consiste à battre l’équipe Xzibit en mode Own The City) . Si le joueur passe au tour final, il affrontera les NFL Legends, une équipe de stars de la NFL des années 1970, 80 et 90. S’ils gagnent, ils débloquent l’équipe.
Les équipes comptent 17 joueurs sur les 32 équipes de la NFL de la saison 2004.

## Accueil
Le Times a attribué au jeu trois étoiles sur cinq et a déclaré que même si le jeu « fait assez pour divertir pendant une heure ou deux, les fans de vrai football, joué avec les pieds, le trouveront probablement assez ennuyeux ». Jim Schaefer de Detroit Free Press a attribué à la version PS2 un score de deux étoiles sur cinq et l’a qualifié de « bon jeu, tout comme la première version, qui m’a valu trois étoiles. Mais les rares innovations de Street 2 le rendent facultatif pour quiconque possède l’original. » Le Sydney Morning Herald a également donné à la même version deux étoiles et demie sur cinq et a déclaré : « Bien que Street 2 soit attrayant, cela devient monotone, en particulier pour les propriétaires de l’original. Les modes solos sont ennuyeux et ardus. »